# Тольтеки

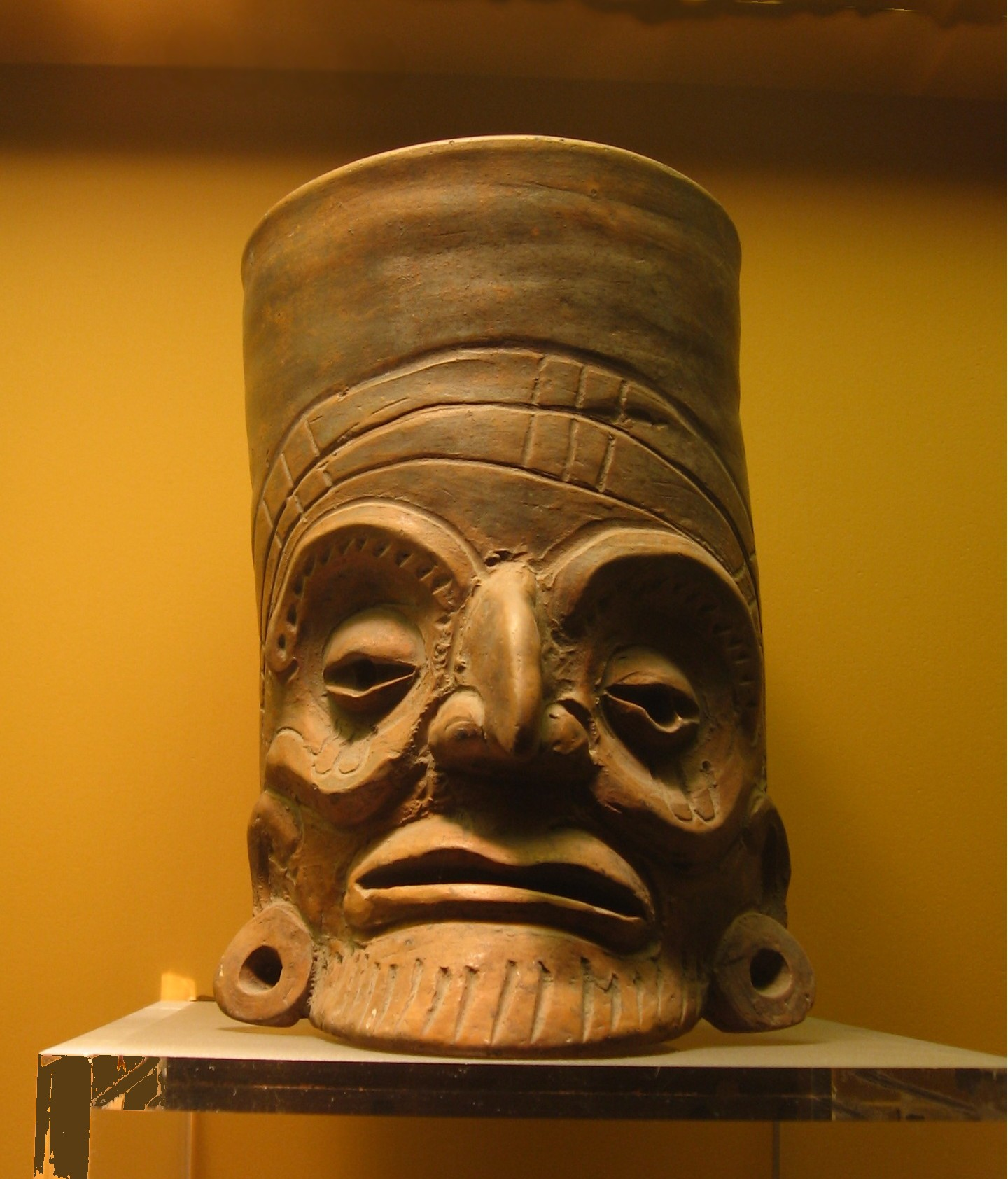
Виразна глиняна посудина оранжевого кольору в стилі тольтеків із колекції Американського музею природної історії.

Тольте́ки — індіанський народ доколумбової доби. Тольтеки створили цивілізацію, яка розквітла в долині Мехіко між 10 і 12-им ст. н. е. Культурні надбання та вірування тольтеків мали величезний вплив на інші цивілізації Месоамерики.

## Походження та історія
Не існує одностайної думки щодо походження тольтеків та їхньої назви. За однією з теорій ім'я тольтеків не є самоназвою, напевно відомо лише те, що їх так назвали ацтеки, які вшановували тольтеків як своїх попередників.
Більшість дослідників вважає прабатьківщиною тольтеків північ сучасної Мексики.
До Центральної Мексики тольтеків у 752 р. привів їхній ватажок Чальтіутланецин. Серед його спадкоємців відомі Накошак, Мітль-Тлакоміца, Шіхікеніцін, Іметакальцін. За правління Мішкоамасацина (804—869) владу тольтеків визнали міста Куаучінанко, Куаунауак, Уастепек, Куауапан, що зробило їх найпотужнішою силою у долині Мехіко.
Завоювання значно вищих за рівнем цивілізаційного розвитку аборигенів (хоча тольтеки називали їх презирливо ноновальками — «безсловесними», «глухонімими», «такими, що лопочуть незрозуміло») вплинуло і на самих завойовників. Тольтеки перейшли до осілості та рільництва, навчилися культивувати, за допомогою складної іригаційної системи з дамб і каналів, «великі, довжиною з лікоть» гарбузи, кукурудзу й амарант, різноманітні бобові культури, перець, какао та бавовник. Останній, якщо вірити маянським посткласичним текстам епічного характеру, тольтеки вирощували найрізноманітніших кольорів. Значних успіхів досягли тольтеки також на ниві ткацтва і керамічного виробництва. З часом навіть слово «тольтек» в мексиканських мовах набуло значення «митець».
При цьому тольтеки прагнули зберігати дистанцію між собою та підкореними народами. Навіть своєю зовнішністю вони намагалися наводити жах на підданих: тольтецькі вояки носили пишні плюмажі, відпускали чи наклеювали на обличчя вуса та бороди, а у вуха й носи вколювали довгі металеві спиці або великі кільця. Озброєні вони були списами й дротиками, а для захисту використовували щити та своєрідні куртки-«обладунки» з товстого стьобаного бавовнику.
Після смерті у 869 р. Мішкоамасацина владу успадкував Уеймацин (869—877), за правління якого протягом шести років був збудований Толлан (Тула) — перша постійна столиця тольтеків. Місце для столиці Уеймацин обрав дуже вдале: навколишні ліси виявилися щедрими на їстівні плоди, сусідні річки кишіли рибою, а грунти пагорбів, що оточували місто, були відносно родючими, недарма цей район здавна називали «Місцем [Рясних] Плодів». Крім того, неподалік від Толлану містилися потужні поклади цінної сировини — обсидіану.
Далеко не всіх тольтеків влаштовувало панування Уеймацинового роду. Очолив невдоволених войовничий Мішкоатль, з діяльністю якого пов'язана перша внутрішня криза тольтецької спільноти, що завершилася її розколом. Мішкоатль із прибічниками покинув Тулу і на південь від неї на узбережжі солоного озера Тескоко заснував вою власну столицю — Кулуакан. Здолати Мішкоатля силою зброї толланці не могли, тому обрали шлях інтриг і таємних убивств, наслідком яких стала смута у Кулуакані, смерть Мішкоатля за загадкових обставин та формальне возз'єднання всіх тольтеків під скіпетром єдиного вождя Іуїтімаля (877—925), що сидів у Тулі..
Найвідомішим і разом з тим останнім правителем 1-ї толланської династії був багато прославлений, а пізніше обожнений — «ЗМІЙ В ПЕРНАТОМУ ОПЕРІННІ» КЕЦАЛЬКОАТЛЬ. Зійшов на трон у 925 році. Справжнє його ім'я СЕ АКАТЬЛЬ ТОПІЛЬЦИН. Він став реформатором календаря, зробив нові сплави металів. В роки його правління виникли суперечки з приводу релігії, що закінчились міжусобною війною, і ТОПІЛЬЦИН в 947 році тікає з ТОЛЛАНА. Як говорить легенда вирушає на схід до моря в країну ТЛАЛЛАН-ТЛАПАЛЛАН. Частина тольтеків переселяється на півострів Юкатан і «ЗМІЙ В ПЕРНАТОМУ ОПЕРІННІ» стає КУКУЛЬКАНОМ. Інша частина тольтеків прямує на південь Мексики, там відчувається їх вплив на культуру міштеків. Саме там на півдні на вільний трон сходить друга тольтекська «зміїна» династія. Усі правителі, крім першого в тронному імені, носили титул «змія». Самим відомим представником даної династії був УЄМАК (народився близько 1098року). У 2-ій половині 12 століття нове нашестя войовничих племен, серед яких були й ацтеки, поклало край пануванню тольтеків у Мексиці.

## Суспільство і культура

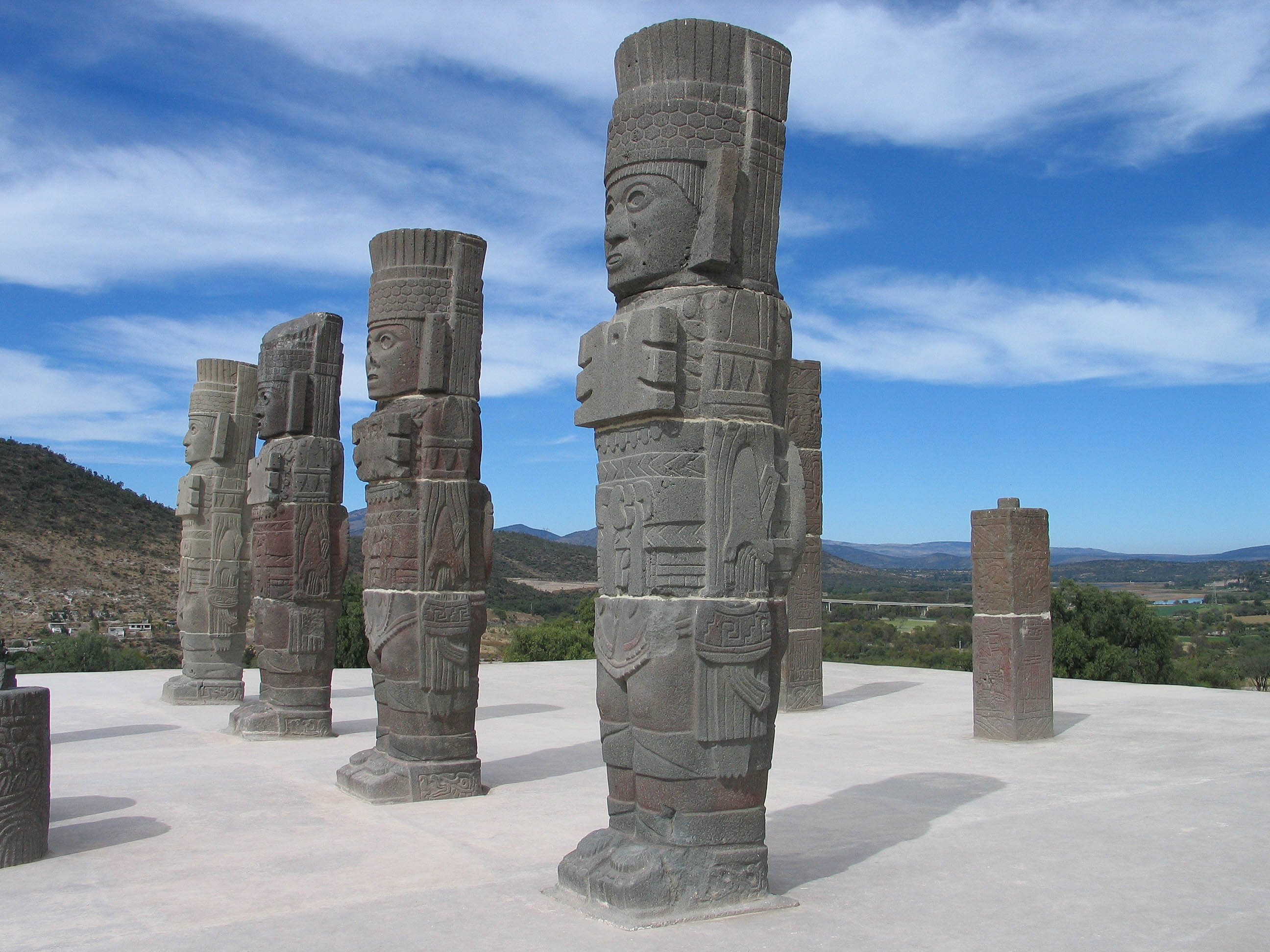
Зображення воїнів-атлантів в скульптурі тольтеків.

Суспільство тольтеків було досить войовничим, його очолювали воїни-аристократи. Культ воїнів відобразився в скульптурах тольтеків, які дійшли до нашого часу. Тольтеки швидко поширили свій вплив на території сучасної Мексики, Гватемали й півострова Юкатан. В 10 ст. н. е. військові загони тольтеків підкорили окремі групи мая в Юкатані і в гірській Гватемалі, де знаходилися великі міста-держави мая — Чичен-Іца, Ушмаль, Маяпан, Кумаркаах, Ішимче та ін. Існує думка, що тольтеки злилися з деякими центрами культури мая такими як Чичен-іца і виробили власну нову культуру тольтек-мая. Тольтеки також допомагали поширювати вплив культури мая в долині Мехіко, а саме їхніх релігійних вірувань, мистецтва, філософії.
До часу іспанського завоювання (16 ст.) тольтеки стали легендарним народом; їм приписувалися всі культурні досягнення минулого. Культура тольтеків мала значний вплив на формування культури ацтеків. Зокрема тольтекам приписують появу культу Кетцалькоатля, «Верховної Пернатої Змії», яку запозичили і якій пізніше поклонялись ацтеки. За тольтецькою легендою, Кетцалькоатль був творцем людства, воїн-бог, якого вигнали із столиці тольтеків Тули, але який у майбутньому повернеться зі славою. Це запозичення в культурі ацтеків мало трагічні наслідки: прибуття іспанських завойовників у 16 ст. ацтеки прийняли за повернення Кетцалькоатля. З культури тольтеків також була запозичена гра в м'яч, де практикувалося принесення в жертву гравців тієї команди, котра програла. Для тольтеків ця гра мала переважно релігійне значення і відзначала перемогу героїв-богів над богами смерті.
Пам'ятки архітектури й скульптури тольтеків, що збереглися, вражають монументальністю і суворою величчю. Ступінчаста піраміда в Тольяні була прикрашена рельєфами (воїни, орли, ягуари), а дах храму вгорі підтримувався 4-ма масивними кам'яними фігурами воїнів. У мистецтві тольтеків переважали військові теми, зокрема збереглися величезні скульптури воїнів-атлантів, вирізьблені у вигляді кам'яних колон. Поширені також були фігури змій і червоного ягуара Чак-мул.